# Martín Ricardo Ligüera López
Martín Ligüera (Montevideo, 9 de novembre de 1980) és un futbolista uruguaià, que ocupa la posició de migcampista atacant.

## Trajectòria
Debuta a la màxima categoria uruguaiana el 1997, de la mà del Nacional. Després de militar en diversos clubs del país, hi destaca a les files del CA Fénix, on marca 33 gols en 53 partits. Va contribuir a fer que aquest modest equip fora la revelació del campionat, a més de quallar grans partits com el 6 a 1 contra el mexicà Cruz Azul a la Copa Libertadores, en el qual Ligüera va fer un hat-trick.
Aquesta progressió el va dur a Europa, on va recalar al RCD Mallorca. Al club balear, però, no troba el seu lloc atès que no té lloc de comunitari. Hi jugaria tan sols un partit de Lliga, així com altres de Copa del Rei i de Copa de la UEFA. El gener del 2004 és cedit al Grasshopper-Club Zürich suís.
Retorna al seu país per militar de nou al Nacional, amb qui obté el títol de Lliga. El 2005 surt de l'Uruguai per militar a Mèxic i a Perú. En aquest darrer país hi va guanyar la competició regular amb l'Alinza de Lima. Després d'una tercera etapa al Nacional, el 2009 recala a l'Olimpia de Asunción paraguaià, i el 2010, a la Unión Española de Xile.
Després d'un pas pel Brasil on va jugar a l'Atlético Paranaense i Joinvile, va tornar a CA Fénix i actualment un altre cop a Nacional.

## Selecció
Ligüera va ser internacional amb l'Uruguai en 17 ocasions, marcant set gols, tres d'ells en un partit contra l'Iran.
També va participar en el Mundial juvenil de 1999.